# Puchar Heinekena (2004/2005)
Puchar Heinekena 2004/2005 – dziesiąta edycja Pucharu Heinekena, pierwszego poziomu europejskich klubowych rozgrywek w rugby union. Zawody odbyły się w dniach 22 października 2004 – 22 maja 2005 roku.
Najwięcej punktów w sezonie zdobył Andy Goode, w klasyfikacji przyłożeń zwyciężył zaś Shane Horgan.

## Faza grupowa

### Grupa A
| 23 października 200414:45 | Leicester Tigers                                                                 | 37:6(13:3) | Calvisano            | Welford Road, Leicester Widzów: 16 815 Sędzia: David Changleng |
| 23 października 200414:45 | Andy Goode 12 (3pd 2K) Harry Ellis 10 (2P) Lewis Moody 10 (2P) Seru Rabeni 5 (P) | 37:6(13:3) | Gerard Fraser 6 (2K) | Welford Road, Leicester Widzów: 16 815 Sędzia: David Changleng |

| 24 października 200415:00 | London Wasps                                                      | 25:12(9:12) | Biarritz                                      | Adams Park, High Wycombe Widzów: 8 737 Sędzia: Alan Lewis |
| 24 października 200415:00 | Alex King 6 (2dg) Joe Worsley 5 (P) Mark van Gisbergen 14 (pd 4K) | 25:12(9:12) | Damien Traille 3 (dg) Dimitri Yachvili 9 (3K) | Adams Park, High Wycombe Widzów: 8 737 Sędzia: Alan Lewis |
| 24 października 200415:00 | Dimitri Yachvili · Serge Betsen                                   | 25:12(9:12) |                                               | Adams Park, High Wycombe Widzów: 8 737 Sędzia: Alan Lewis |

| 30 października 200414:30 | Calvisano                                                               | 22:31(3:26) | London Wasps                                                               | Stadio San Michele, Calvisano Widzów: 2 200 Sędzia: Christophe Berdos |
| 30 października 200414:30 | Gerard Fraser 12 (P 2pd K) Giampiero de Carli 5 (P) Nanni Raineri 5 (P) | 22:31(3:26) | James Brooks 6 (3pd) Mark Lock 5 (P) Mike Roberts 15 (3P) Simon Shaw 5 (P) | Stadio San Michele, Calvisano Widzów: 2 200 Sędzia: Christophe Berdos |
| 30 października 200414:30 | Caine Elisara                                                           | 22:31(3:26) | George Skivington                                                          | Stadio San Michele, Calvisano Widzów: 2 200 Sędzia: Christophe Berdos |

| 30 października 200416:00 | Biarritz                                                                  | 23:8(20:3) | Leicester Tigers                   | Parc des Sports Aguiléra, Biarritz Widzów: 7 500 Sędzia: Donal Courtney |
| 30 października 200416:00 | Dimitri Yachvili 13 (2pd dg 2K) Federico Aramburu 5 (P) Jimmy Marlu 5 (P) | 23:8(20:3) | Andy Goode 3 (K) Seru Rabeni 5 (P) | Parc des Sports Aguiléra, Biarritz Widzów: 7 500 Sędzia: Donal Courtney |

| 4 grudnia 200418:30 | Biarritz | 41:10(29:3) | Calvisano                                     | Parc des Sports Aguiléra, Biarritz Widzów: 4 832 Sędzia: Rob Dickson |
| 4 grudnia 200418:30 | Christophe Milheres 5 (P) Dimitri Yachvili 11 (P 3pd) Jimmy Marlu 5 (P) Mickaël Etcheverria 5 (P) Philippe Bidabe 10 (2P) Thomas Lievremont 5 (P) | 41:10(29:3) | Gerard Fraser 5 (pd K) Roberto Mandelli 5 (P) | Parc des Sports Aguiléra, Biarritz Widzów: 4 832 Sędzia: Rob Dickson |

| 5 grudnia 200415:00 | London Wasps                                    | 31:37(19:25) | Leicester Tigers                                                                    | Adams Park, High Wycombe Widzów: 10 000 Sędzia: Nigel Williams |
| 5 grudnia 200415:00 | Josh Lewsey 5 (P) Mark van Gisbergen 26 (pd 8K) | 31:37(19:25) | Andy Goode 22 (2pd dg 5K) Geordan Murphy 5 (P) Lewis Moody 5 (P) Martin Corry 5 (P) | Adams Park, High Wycombe Widzów: 10 000 Sędzia: Nigel Williams |
| 5 grudnia 200415:00 | Harry Ellis                                     | 31:37(19:25) |                                                                                     | Adams Park, High Wycombe Widzów: 10 000 Sędzia: Nigel Williams |

| 11 grudnia 200414:00 | Calvisano                                     | 17:48(10:22) | Biarritz | Stadio San Michele, Calvisano Widzów: 3 000 Sędzia: Hugh Watkins |
| 11 grudnia 200414:00 | Gerard Fraser 12 (P 2pd K) Justin Purll 5 (P) | 17:48(10:22) | Christophe Milheres 5 (P) Dimitri Yachvili 11 (4pd K) Jean-Baptiste Gobelet 10 (2P) Jérôme Thion 5 (P) Julien Dupuy 2 (pd) Petru Balan 5 (P) Serge Betsen 5 (P) Thibault Lacroix 5 (P) | Stadio San Michele, Calvisano Widzów: 3 000 Sędzia: Hugh Watkins |
| 11 grudnia 200414:00 | Justin Purll · Milton Ngauamo                 | 17:48(10:22) | | Stadio San Michele, Calvisano Widzów: 3 000 Sędzia: Hugh Watkins |

| 12 grudnia 200415:00 | Leicester Tigers                                                             | 35:27(29:13) | London Wasps                                                                      | Welford Road, Leicester Widzów: 16 815 Sędzia: Alain Rolland |
| 12 grudnia 200415:00 | Andy Goode 20 (pd 6K) George Chuter 5 (P) Harry Ellis 5 (P) Leon Lloyd 5 (P) | 35:27(29:13) | Joe Worsley 5 (P) Mark van Gisbergen 12 (3pd 2K) Tom Voyce 5 (P) Will Green 5 (P) | Welford Road, Leicester Widzów: 16 815 Sędzia: Alain Rolland |

| 9 stycznia 200515:00 | Leicester Tigers                       | 17:21(0:18) | Biarritz                                                                              | Welford Road, Leicester Widzów: 16 815 Sędzia: Alan Lewis |
| 9 stycznia 200515:00 | Andy Goode 7 (2pd K) Harry Ellis 5 (P) | 17:21(0:18) | Damien Traille 3 (dg) Dimitri Yachvili 8 (pd 2K) Jérôme Thion 5 (P) Jimmy Marlu 5 (P) | Welford Road, Leicester Widzów: 16 815 Sędzia: Alan Lewis |
| 9 stycznia 200515:00 | Harry Ellis                            | 17:21(0:18) |                                                                                       | Welford Road, Leicester Widzów: 16 815 Sędzia: Alan Lewis |

| 9 stycznia 200515:00 | London Wasps | 45:14(20:0) | Calvisano                                                                             | Adams Park, High Wycombe Widzów: 7 000 Sędzia: Nigel Owens |
| 9 stycznia 200515:00 | Ben Gotting 5 (P) Craig Dowd 5 (P) Johnny O’Connor 10 (2P) Josh Lewsey 5 (P) Lawrence Dallaglio 5 (P) Mark van Gisbergen 10 (2P) Tom Voyce 5 (P) | 45:14(20:0) | Gerard Fraser 2 (pd) Ludovico Nitoglia 5 (P) Martin Murgier 2 (pd) Pino Patelli 5 (P) | Adams Park, High Wycombe Widzów: 7 000 Sędzia: Nigel Owens |
| 9 stycznia 200515:00 | Maurizio Zaffiri · Giampiero de Carli | 45:14(20:0) |                                                                                       | Adams Park, High Wycombe Widzów: 7 000 Sędzia: Nigel Owens |

| 15 stycznia 200516:00 | Biarritz                                                                                    | 18:15(8:8) | London Wasps                                                    | Parc des Sports Aguiléra, Biarritz Widzów: 9 000 Sędzia: Alain Rolland |
| 15 stycznia 200516:00 | Damien Traille 3 (dg) Dimitri Yachvili 5 (pd K) Imanol Harinordoquy 5 (P) Jimmy Marlu 5 (P) | 18:15(8:8) | Ayoola Erinle 5 (P) Mark van Gisbergen 5 (pd K) Tim Payne 5 (P) | Parc des Sports Aguiléra, Biarritz Widzów: 9 000 Sędzia: Alain Rolland |
| 15 stycznia 200516:00 | Imanol Harinordoquy                                                                         | 18:15(8:8) |                                                                 | Parc des Sports Aguiléra, Biarritz Widzów: 9 000 Sędzia: Alain Rolland |

| 15 stycznia 200516:00 | Calvisano                                      | 10:62(10:33) | Leicester Tigers | Campo Comunale, Rovato Widzów: 2 500 Sędzia: Rob Dickson |
| 15 stycznia 200516:00 | Gerard Fraser 5 (pd K) Ludovico Nitoglia 5 (P) | 10:62(10:33) | Alesana Tuilagi 10 (2P) Andy Goode 17 (P 6pd) Geordan Murphy 15 (3P) George Chuter 10 (2P) Harry Ellis 5 (P) Julian White 5 (P) | Campo Comunale, Rovato Widzów: 2 500 Sędzia: Rob Dickson |
| 15 stycznia 200516:00 | Milton Ngauamo                                 | 10:62(10:33) | Lewis Moody | Campo Comunale, Rovato Widzów: 2 500 Sędzia: Rob Dickson |

### Grupa B
| 23 października 200414:15 | Bath                                                                                | 22:12(10:9) | Bourgoin-Jallieu          | The Recreation Ground, Bath Widzów: 10 050 Sędzia: Rob Dickson |
| 23 października 200414:15 | Andrew Beattie 5 (P) Brendon Daniel 5 (P) Matt Stevens 5 (P) Olly Barkley 7 (2pd K) | 22:12(10:9) | Benjamin Boyet 12 (dg 3K) | The Recreation Ground, Bath Widzów: 10 050 Sędzia: Rob Dickson |
| 23 października 200414:15 | Nicolas Bontinck                                                                    | 22:12(10:9) |                           | The Recreation Ground, Bath Widzów: 10 050 Sędzia: Rob Dickson |

| 23 października 200414:30 | Benetton             | 9:25(6:11) | Leinster                                                                              | Stadio comunale di Monigo, Treviso Widzów: 4 500 Sędzia: Nigel Owens |
| 23 października 200414:30 | Marius Goosen 9 (3K) | 9:25(6:11) | Brian O’Driscoll 5 (P) David Holwell 10 (2pd 2K) Shane Byrne 5 (P) Shane Horgan 5 (P) | Stadio comunale di Monigo, Treviso Widzów: 4 500 Sędzia: Nigel Owens |
| 23 października 200414:30 | Malcolm O’Kelly      | 9:25(6:11) |                                                                                       | Stadio comunale di Monigo, Treviso Widzów: 4 500 Sędzia: Nigel Owens |

| 29 października 200419:30 | Bourgoin-Jallieu                                                                      | 0:34(0:31) | Benetton           | Stade Pierre Rajon, Bourgoin-Jallieu Widzów: 4 000 Sędzia: Malcolm Changleng |
| 29 października 200419:30 | Andrea Gritti 5 (P) Denis Dallan 15 (3P) Gonzalo Canale 5 (P) Marius Goosen 9 (3pd K) | 0:34(0:31) |                    | Stade Pierre Rajon, Bourgoin-Jallieu Widzów: 4 000 Sędzia: Malcolm Changleng |
| 29 października 200419:30 | Miguel Ruiz                                                                           | 0:34(0:31) | Salvatore Costanzo | Stade Pierre Rajon, Bourgoin-Jallieu Widzów: 4 000 Sędzia: Malcolm Changleng |

| 30 października 200417:15 | Leinster                                                                               | 30:11(10:8) | Bath                                    | Lansdowne Road, Dublin Widzów: 13 850 Sędzia: Nigel Williams |
| 30 października 200417:15 | David Holwell 12 (3pd 2K) Denis Hickie 5 (P) Gordon D’Arcy 8 (P dg) Shane Horgan 5 (P) | 30:11(10:8) | Alex Crockett 5 (P) Olly Barkley 6 (2K) | Lansdowne Road, Dublin Widzów: 13 850 Sędzia: Nigel Williams |

| 4 grudnia 200414:30 | Benetton                                         | 29:23(19:3) | Bath                                                          | Stadio comunale di Monigo, Treviso Widzów: 4 000 Sędzia: Simon McDowell |
| 4 grudnia 200414:30 | Gonzalo Canale 5 (P) Marius Goosen 24 (P 2pd 5K) | 29:23(19:3) | David Barnes 5 (P) Nick Walshe 5 (P) Olly Barkley 13 (2pd 3K) | Stadio comunale di Monigo, Treviso Widzów: 4 000 Sędzia: Simon McDowell |
| 4 grudnia 200414:30 | Silvio Orlando                                   | 29:23(19:3) |                                                               | Stadio comunale di Monigo, Treviso Widzów: 4 000 Sędzia: Simon McDowell |

| 4 grudnia 200417:15 | Leinster | 92:17(36:7) | Bourgoin-Jallieu                                                                           | Lansdowne Road, Dublin Widzów: 9 100 Sędzia: Hugh Watkins |
| 4 grudnia 200417:15 | Ben Gissing 5 (P) Brian O’Meara 4 (2pd) David Holwell 29 (2P 8pd K) Denis Hickie 5 (P) Eric Miller 5 (P) Felipe Contepomi 19 (3P 2pd) Gary Brown 5 (P) Shane Horgan 10 (2P) Shane Jennings 5 (P) Victor Costello 5 (P) | 92:17(36:7) | Alexandre Peclier 2 (pd) Anthony Forest 5 (P) Laurent Soucaze 5 (P) Nicolas Bontinck 5 (P) | Lansdowne Road, Dublin Widzów: 9 100 Sędzia: Hugh Watkins |

| 10 grudnia 200420:30 | Bourgoin-Jallieu                                                            | 23:26(13:12) | Leinster                                           | Stade Pierre Rajon, Bourgoin-Jallieu Widzów: 2 500 Sędzia: Nigel Whitehouse |
| 10 grudnia 200420:30 | Alexandre Peclier 13 (2pd 3K) Benjamin Boyet 5 (P) Jean-Francois Coux 5 (P) | 23:26(13:12) | Brian O’Driscoll 10 (2P) David Holwell 16 (2pd 4K) | Stade Pierre Rajon, Bourgoin-Jallieu Widzów: 2 500 Sędzia: Nigel Whitehouse |

| 11 grudnia 200414:15 | Bath | 47:7(23:7) | Benetton                     | The Recreation Ground, Bath Widzów: 10 219 Sędzia: Franck Maciello |
| 11 grudnia 200414:15 | Andrew Beattie 5 (P) Andy Higgins 5 (P) Duncan Bell 5 (P) Michael Lipman 5 (P) Olly Barkley 22 (5pd 4K) Rob Fidler 5 (P) | 47:7(23:7) | Marius Goosen 2 (pd)         | The Recreation Ground, Bath Widzów: 10 219 Sędzia: Franck Maciello |
| 11 grudnia 200414:15 | Lee Mears | 47:7(23:7) | Alvaro Tejeda · Fabio Ongaro | The Recreation Ground, Bath Widzów: 10 219 Sędzia: Franck Maciello |

| 8 stycznia 200513:00 | Bath                                                                                   | 23:27(13:13) | Leinster                                                               | The Recreation Ground, Bath Widzów: 10 500 Sędzia: Joël Jutge |
| 8 stycznia 200513:00 | Brendon Daniel 5 (P) Chris Malone 3 (dg) Danny Grewcock 5 (P) Olly Barkley 10 (2pd 2K) | 23:27(13:13) | David Holwell 17 (P 3pd 2K) Malcolm O’Kelly 5 (P) Shane Jennings 5 (P) | The Recreation Ground, Bath Widzów: 10 500 Sędzia: Joël Jutge |
| 8 stycznia 200513:00 | Duncan Bell                                                                            | 23:27(13:13) |                                                                        | The Recreation Ground, Bath Widzów: 10 500 Sędzia: Joël Jutge |

| 8 stycznia 200514:30 | Benetton | 40:29(19:20) | Bourgoin-Jallieu                                                         | Stadio comunale di Monigo, Treviso Widzów: 2 500 Sędzia: Dave Pearson |
| 8 stycznia 200514:30 | Brendan Williams 5 (P) Marius Goosen 18 (3pd 4K) Sergio Parisse 5 (P) Stuart Legg 5 (P) Walter Pozzebon 7 (P pd) | 40:29(19:20) | Alexandre Peclier 19 (2pd 5K) David Venditti 5 (P) Laurent Soucaze 5 (P) | Stadio comunale di Monigo, Treviso Widzów: 2 500 Sędzia: Dave Pearson |
| 8 stycznia 200514:30 | David Dal Maso                                                                                                   | 40:29(19:20) | Mickaël Campeggia                                                        | Stadio comunale di Monigo, Treviso Widzów: 2 500 Sędzia: Dave Pearson |

| 15 stycznia 200517:15 | Leinster | 57:17(26:3) | Benetton                                          | Lansdowne Road, Dublin Widzów: 12 750 Sędzia: Eric Darriere |
| 15 stycznia 200517:15 | David Holwell 12 (6pd) Denis Hickie 5 (P) Girvan Dempsey 5 (P) Gordon D’Arcy 5 (P) Shane Byrne 5 (P) Shane Horgan 15 (3P) Shane Jennings 10 (2P) | 57:17(26:3) | Brendan Williams 5 (P) Marius Goosen 12 (P 2pd K) | Lansdowne Road, Dublin Widzów: 12 750 Sędzia: Eric Darriere |

| 15 stycznia 200518:15 | Bourgoin-Jallieu                                                    | 17:23(3:16) | Bath                                                            | Stade Pierre Rajon, Bourgoin-Jallieu Widzów: 5 000 Sędzia: George Clancy |
| 15 stycznia 200518:15 | Alexandre Peclier 7 (2pd dg) David Janin 5 (P) David Venditti 5 (P) | 17:23(3:16) | Chris Malone 3 (dg) Olly Barkley 15 (P 2pd 2K) Rob Fidler 5 (P) | Stade Pierre Rajon, Bourgoin-Jallieu Widzów: 5 000 Sędzia: George Clancy |
| 15 stycznia 200518:15 | David Barnes                                                        | 17:23(3:16) |                                                                 | Stade Pierre Rajon, Bourgoin-Jallieu Widzów: 5 000 Sędzia: George Clancy |

### Grupa C
| 22 października 200419:30 | Scarlets            | 6:9(6:6) | Tuluza                         | Stradey Park, Llanelli Widzów: 7 867 Sędzia: Chris White |
| 22 października 200419:30 | Arwel Thomas 6 (2K) | 6:9(6:6) | Jean-Baptiste Élissalde 9 (3K) | Stradey Park, Llanelli Widzów: 7 867 Sędzia: Chris White |
| 22 października 200419:30 | Omar Hasan          | 6:9(6:6) |                                | Stradey Park, Llanelli Widzów: 7 867 Sędzia: Chris White |

| 24 października 200413:00 | Glasgow Rugby    | 9:13(6:7) | Northampton Saints                    | Hughenden, Glasgow Widzów: 2 772 Sędzia: Eric Darriere |
| 24 października 200413:00 | Dan Parks 9 (3K) | 9:13(6:7) | Ben Cohen 5 (P) Shane Drahm 8 (pd 2K) | Hughenden, Glasgow Widzów: 2 772 Sędzia: Eric Darriere |
| 24 października 200413:00 | Donnie Macfadyen | 9:13(6:7) | Darren Fox                            | Hughenden, Glasgow Widzów: 2 772 Sędzia: Eric Darriere |

| 29 października 200420:30 | Tuluza | 43:17(31:7) | Glasgow Rugby                                                | Stade Ernest-Wallon, Tuluza Widzów: 14 136 Sędzia: Nigel Owens |
| 29 października 200420:30 | Cedric Heymans 7 (P pd) Frédéric Michalak 5 (P) Gregory Lamboley 5 (P) Isitolo Maka 5 (P) Jean-Baptiste Élissalde 11 (4pd K) Trevor Brennan 5 (P) Yannick Bru 5 (P) | 43:17(31:7) | Dan Parks 7 (2pd K) Donnie Macfadyen 5 (P) Sean Lamont 5 (P) | Stade Ernest-Wallon, Tuluza Widzów: 14 136 Sędzia: Nigel Owens |

| 30 października 200413:00 | Northampton Saints                                            | 25:3(18:3) | Scarlets           | Franklin’s Gardens, Northampton Widzów: 11 939 Sędzia: Alain Rolland |
| 30 października 200413:00 | Darren Fox 5 (P) Paul Grayson 10 (2pd 2K) Wylie Human 10 (2P) | 25:3(18:3) | Arwel Thomas 3 (K) | Franklin’s Gardens, Northampton Widzów: 11 939 Sędzia: Alain Rolland |

| 4 grudnia 200415:00 | Northampton Saints                                          | 23:21(17:14) | Tuluza                                                                 | Franklin’s Gardens, Northampton Widzów: 12 002 Sędzia: Alan Lewis |
| 4 grudnia 200415:00 | Mark Robinson 5 (P) Paul Grayson 15 (5K) Shane Drahm 3 (dg) | 23:21(17:14) | Florian Fritz 5 (P) Frédéric Michalak 11 (pd 3K) Yannick Jauzion 5 (P) | Franklin’s Gardens, Northampton Widzów: 12 002 Sędzia: Alan Lewis |
| 4 grudnia 200415:00 | Omar Hasan                                                  | 23:21(17:14) |                                                                        | Franklin’s Gardens, Northampton Widzów: 12 002 Sędzia: Alan Lewis |

| 5 grudnia 200413:00 | Glasgow Rugby                                                          | 26:29(16:29) | Scarlets                                                                            | Hughenden, Glasgow Widzów: 2 281 Sędzia: Roy Maybank |
| 5 grudnia 200413:00 | Calvin Howarth 16 (2pd 4K) Gareth MacLure 5 (P) Graeme Beveridge 5 (P) | 26:29(16:29) | Garan Evans 5 (P) Gareth Bowen 9 (3pd K) Gavin Thomas 5 (P) Matthew Watkins 10 (2P) | Hughenden, Glasgow Widzów: 2 281 Sędzia: Roy Maybank |

| 11 grudnia 200416:00 | Tuluza                                                                              | 25:12(16:9) | Northampton Saints  | Stade Ernest-Wallon, Tuluza Widzów: 17 300 Sędzia: Donal Courtney |
| 11 grudnia 200416:00 | Frédéric Michalak 3 (K) Jean-Baptiste Élissalde 17 (pd 5K) Jean-Baptiste Poux 5 (P) | 25:12(16:9) | Shane Drahm 12 (4K) | Stade Ernest-Wallon, Tuluza Widzów: 17 300 Sędzia: Donal Courtney |
| 11 grudnia 200416:00 | Matt Lord                                                                           | 25:12(16:9) |                     | Stade Ernest-Wallon, Tuluza Widzów: 17 300 Sędzia: Donal Courtney |

| 12 grudnia 200413:00 | Scarlets                                                                                                   | 38:22(12:5) | Glasgow Rugby                                                   | Stradey Park, Llanelli Widzów: 4 500 Sędzia: Joël Jutge |
| 12 grudnia 200413:00 | Aisea Havili 10 (2P) Gareth Bowen 11 (pd 3K) Matthew Watkins 2 (pd) Tal Selley 10 (2P) Vernon Cooper 5 (P) | 38:22(12:5) | Calvin Howarth 7 (2pd K) Scott Lawson 5 (P) Sean Lamont 10 (2P) | Stradey Park, Llanelli Widzów: 4 500 Sędzia: Joël Jutge |
| 12 grudnia 200413:00 | Gareth Bowen · Tal Selley                                                                                  | 38:22(12:5) |                                                                 | Stradey Park, Llanelli Widzów: 4 500 Sędzia: Joël Jutge |

| 7 stycznia 200519:30 | Glasgow Rugby                          | 10:30(10:19) | Tuluza | Hughenden, Glasgow Widzów: 3 246 Sędzia: Tony Spreadbury |
| 7 stycznia 200519:30 | Dan Parks 5 (pd K) Joe Beardshaw 5 (P) | 10:30(10:19) | Florian Fritz 5 (P) Gregory Lamboley 5 (P) Jean-Baptiste Élissalde 10 (2pd 2K) Nicolas Jeanjean 5 (P) Vincent Clerc 5 (P) | Hughenden, Glasgow Widzów: 3 246 Sędzia: Tony Spreadbury |

| 9 stycznia 200513:00 | Scarlets                                | 20:22(14:12) | Northampton Saints                           | Stradey Park, Llanelli Widzów: 7 197 Sędzia: Eric Darriere |
| 9 stycznia 200513:00 | Gareth Bowen 15 (5K) Gavin Thomas 5 (P) | 20:22(14:12) | Paul Grayson 17 (pd 5K) Steve Thompson 5 (P) | Stradey Park, Llanelli Widzów: 7 197 Sędzia: Eric Darriere |
| 9 stycznia 200513:00 | Chris Budgen                            | 20:22(14:12) |                                              | Stradey Park, Llanelli Widzów: 7 197 Sędzia: Eric Darriere |

| 14 stycznia 200519:30 | Northampton Saints                                                                              | 33:23(5:13) | Glasgow Rugby                                                  | Franklin’s Gardens, Northampton Widzów: 11 976 Sędzia: Nigel Whitehouse |
| 14 stycznia 200519:30 | Ben Cohen 5 (P) Bruce Reihana 10 (2P) Mark Soden 5 (P) Shane Drahm 8 (4pd) Steve Thompson 5 (P) | 33:23(5:13) | Dan Parks 13 (2pd 3K) Graeme Beveridge 5 (P) Sean Lamont 5 (P) | Franklin’s Gardens, Northampton Widzów: 11 976 Sędzia: Nigel Whitehouse |
| 14 stycznia 200519:30 | Kenny Logan                                                                                     | 33:23(5:13) |                                                                | Franklin’s Gardens, Northampton Widzów: 11 976 Sędzia: Nigel Whitehouse |

| 14 stycznia 200520:30 | Tuluza | 53:36(33:17) | Scarlets                                                                                       | Stade Ernest-Wallon, Tuluza Widzów: 14 448 Sędzia: Dave Pearson |
| 14 stycznia 200520:30 | Clément Poitrenaud 10 (2P) Frédéric Michalak 5 (pd K) Gareth Thomas 5 (P) Jean Bouilhou 5 (P) Jean-Baptiste Élissalde 8 (4pd) Sylvain Dupuy 5 (P) Vincent Clerc 5 (P) Yannick Jauzion 5 (P) | 53:36(33:17) | Chris Wyatt 10 (2P) Gareth Bowen 11 (4pd K) John Davies 5 (P) Phil John 5 (P) Tal Selley 5 (P) | Stade Ernest-Wallon, Tuluza Widzów: 14 448 Sędzia: Dave Pearson |

### Grupa D
| 23 października 200417:15 | Munster                                                      | 15:9(15:3) | Harlequins                                        | Thomond Park, Limerick Widzów: 13 485 Sędzia: Hugh Watkins |
| 23 października 200417:15 | Anthony Horgan 5 (P) Denis Leamy 5 (P) Ronan O’Gara 5 (pd K) | 15:9(15:3) | Jeremy Staunton 9 (3K)                            | Thomond Park, Limerick Widzów: 13 485 Sędzia: Hugh Watkins |
| 23 października 200417:15 | Marcus Horan                                                 | 15:9(15:3) | Ace Tiatia · Jeremy Staunton · Maurice Fitzgerald | Thomond Park, Limerick Widzów: 13 485 Sędzia: Hugh Watkins |

| 23 października 200418:30 | Castres | 38:17(23:7) | Ospreys                                                        | Stade Pierre-Antoine, Castres Widzów: 5 000 Sędzia: Dave Pearson |
| 23 października 200418:30 | Benjamin Lhande 5 (P) Mark Denney 5 (P) Paul Volley 5 (P) Xavier Sadourny 3 (dg) Yann Delaigue 15 (3pd dg 2K) | 38:17(23:7) | Adam Rhys Jones 5 (P) Gavin Henson 7 (2pd K) Jason Spice 5 (P) | Stade Pierre-Antoine, Castres Widzów: 5 000 Sędzia: Dave Pearson |
| 23 października 200418:30 | Lyndon Bateman · Jonathan Thomas                                                                              | 38:17(23:7) |                                                                | Stade Pierre-Antoine, Castres Widzów: 5 000 Sędzia: Dave Pearson |

| 30 października 200415:00 | Harlequins                                       | 23:23(13:9) | Castres                                       | Twickenham Stoop, Londyn Widzów: 7 358 Sędzia: David Changleng |
| 30 października 200415:00 | Dafydd James 10 (2P) Jeremy Staunton 13 (2pd 3K) | 23:23(13:9) | Bradley Fleming 5 (P) Richard Dourthe 18 (6K) | Twickenham Stoop, Londyn Widzów: 7 358 Sędzia: David Changleng |
| 30 października 200415:00 | Paul Volley                                      | 23:23(13:9) |                                               | Twickenham Stoop, Londyn Widzów: 7 358 Sędzia: David Changleng |

| 31 października 200415:00 | Ospreys                         | 18:20(12:9) | Munster                                   | St. Helens Ground, Swansea Widzów: 10 280 Sędzia: Joël Jutge |
| 31 października 200415:00 | Gavin Henson 18 (6K)            | 18:20(12:9) | Peter Stringer 5 (P) Ronan O’Gara 15 (5K) | St. Helens Ground, Swansea Widzów: 10 280 Sędzia: Joël Jutge |
| 31 października 200415:00 | Elvis Sevealii · Richard Mustoe | 18:20(12:9) | Jim Williams                              | St. Helens Ground, Swansea Widzów: 10 280 Sędzia: Joël Jutge |

| 3 grudnia 200420:30 | Castres                                         | 19:12(13:3) | Munster              | Stade Pierre-Antoine, Castres Widzów: 9 500 Sędzia: Nigel Whitehouse |
| 3 grudnia 200420:30 | David Bory 5 (P) Laurent Marticorena 14 (pd 4K) | 19:12(13:3) | Ronan O’Gara 12 (4K) | Stade Pierre-Antoine, Castres Widzów: 9 500 Sędzia: Nigel Whitehouse |

| 5 grudnia 200415:00 | Ospreys              | 24:7(12:7) | Harlequins                                | St. Helens Ground, Swansea Widzów: 5 628 Sędzia: Franck Maciello |
| 5 grudnia 200415:00 | Gavin Henson 24 (8K) | 24:7(12:7) | Jeremy Staunton 2 (pd) Tom Williams 5 (P) | St. Helens Ground, Swansea Widzów: 5 628 Sędzia: Franck Maciello |

| 11 grudnia 200415:00 | Harlequins                                    | 19:46(16:22) | Ospreys | Twickenham Stoop, Londyn Widzów: 7 750 Sędzia: Christophe Berdos |
| 11 grudnia 200415:00 | Adrian Jarvis 14 (pd 4K) Will Greenwood 5 (P) | 19:46(16:22) | Gavin Henson 26 (2P 5pd 2K) Matthew Jones 5 (P) Ryan Jones 5 (P) Shane Williams 5 (P) Stefan Terblanche 5 (P) | Twickenham Stoop, Londyn Widzów: 7 750 Sędzia: Christophe Berdos |
| 11 grudnia 200415:00 | Ace Tiatia · Karl Rudzki · Luke Sherriff      | 19:46(16:22) | Jason Spice                                                                                                   | Twickenham Stoop, Londyn Widzów: 7 750 Sędzia: Christophe Berdos |

| 11 grudnia 200417:15 | Munster | 36:8(17:8) | Castres                                                   | Thomond Park, Limerick Widzów: 13 200 Sędzia: Roy Maybank |
| 11 grudnia 200417:15 | Anthony Foley 5 (P) Christian Cullen 5 (P) Denis Leamy 5 (P) Frankie Sheahan 5 (P) Paul Burke 2 (pd) Paul O’Connell 5 (P) Ronan O’Gara 9 (3pd K) | 36:8(17:8) | Benjamin Lhande 5 (P) Laurent Marticorena 3 (K)           | Thomond Park, Limerick Widzów: 13 200 Sędzia: Roy Maybank |
| 11 grudnia 200417:15 | Donncha O’Callaghan · Ronan O’Gara | 36:8(17:8) | Justin Fitzpatrick · Mauricio Reggiardo · Alessio Galasso | Thomond Park, Limerick Widzów: 13 200 Sędzia: Roy Maybank |

| 8 stycznia 200515:00 | Castres | 58:13(11:3) | Harlequins                                             | Stade Pierre-Antoine, Castres Widzów: 5 500 Sędzia: Donal Courtney |
| 8 stycznia 200515:00 | Alexandre Albouy 5 (P) Guillaume Bernad 5 (P) Laurent Marticorena 18 (6pd 2K) Rémy Vigneaux 5 (P) Rodrigo Capo Ortega 10 (2P) Romain Froment 10 (2P) Ugo Mola 5 (P) | 58:13(11:3) | Andy Dunne 3 (K) Gavin Duffy 5 (P) Luke Sherriff 5 (P) | Stade Pierre-Antoine, Castres Widzów: 5 500 Sędzia: Donal Courtney |
| 8 stycznia 200515:00 | Dafydd James · Karl Rudzki | 58:13(11:3) |                                                        | Stade Pierre-Antoine, Castres Widzów: 5 500 Sędzia: Donal Courtney |

| 8 stycznia 200517:15 | Munster                                                           | 20:10(17:7) | Ospreys                                    | Thomond Park, Limerick Widzów: 13 200 Sędzia: Chris White |
| 8 stycznia 200517:15 | Anthony Foley 5 (P) Christian Cullen 5 (P) Paul Burke 10 (2pd 2K) | 20:10(17:7) | Gavin Henson 5 (pd K) Shane Williams 5 (P) | Thomond Park, Limerick Widzów: 13 200 Sędzia: Chris White |

| 15 stycznia 200513:00 | Harlequins                          | 10:18(10:12) | Munster                                                     | Twickenham Stadium Londyn Widzów: 33 883 Sędzia: Joël Jutge |
| 15 stycznia 200513:00 | Andy Dunne 5 (pd K) Ugo Monye 5 (P) | 10:18(10:12) | Anthony Horgan 5 (P) Denis Leamy 5 (P) Paul Burke 8 (pd 2K) | Twickenham Stadium Londyn Widzów: 33 883 Sędzia: Joël Jutge |
| 15 stycznia 200513:00 | Ace Tiatia                          | 10:18(10:12) |                                                             | Twickenham Stadium Londyn Widzów: 33 883 Sędzia: Joël Jutge |

| 15 stycznia 200513:00 | Ospreys                                                         | 20:11(10:11) | Castres                                          | The Gnoll, Neath Widzów: 4 427 Sędzia: Tony Spreadbury |
| 15 stycznia 200513:00 | Elvis Sevealii 5 (P) Gavin Henson 10 (2pd 2K) Richie Rees 5 (P) | 20:11(10:11) | Alessio Galasso 5 (P) Laurent Marticorena 6 (2K) | The Gnoll, Neath Widzów: 4 427 Sędzia: Tony Spreadbury |
| 15 stycznia 200513:00 | Richie Rees                                                     | 20:11(10:11) |                                                  | The Gnoll, Neath Widzów: 4 427 Sędzia: Tony Spreadbury |

### Grupa E
| 22 października 200420:30 | Perpignan                                          | 23:0(3:0) | Edynburg | Stade Aimé Giral, Perpignan Widzów: 10 500 Sędzia: Roy Maybank |
| 22 października 200420:30 | Diego Giannantonio 13 (2pd 3K) Manny Edmonds 5 (P) | 23:0(3:0) |          | Stade Aimé Giral, Perpignan Widzów: 10 500 Sędzia: Roy Maybank |
| 22 października 200420:30 | Simon Cross                                        | 23:0(3:0) |          | Stade Aimé Giral, Perpignan Widzów: 10 500 Sędzia: Roy Maybank |

| 23 października 200413:00 | Dragons             | 6:10(6:10) | Newcastle Falcons                       | Rodney Parade, Newport Widzów: 8 298 Sędzia: Donal Courtney |
| 23 października 200413:00 | Ceri Sweeney 6 (2K) | 6:10(6:10) | Matt Burke 5 (pd K) Mike McCarthy 5 (P) | Rodney Parade, Newport Widzów: 8 298 Sędzia: Donal Courtney |
| 23 października 200413:00 | Ian Gough           | 6:10(6:10) |                                         | Rodney Parade, Newport Widzów: 8 298 Sędzia: Donal Courtney |

| 31 października 200413:00 | Edynburg                                 | 13:17(10:10) | Dragons                                                      | Murrayfield Stadium, Edynburg Widzów: 2 450 Sędzia: Simon McDowell |
| 31 października 200413:00 | Chris Paterson 8 (pd 2K) Doug Hall 5 (P) | 13:17(10:10) | Ceri Sweeney 7 (2pd K) Gareth Wyatt 5 (P) Hal Luscombe 5 (P) | Murrayfield Stadium, Edynburg Widzów: 2 450 Sędzia: Simon McDowell |

| 31 października 200414:30 | Newcastle Falcons                                          | 19:14(16:8) | Perpignan                                                                | Kingston Park, Newcastle upon Tyne Widzów: 6 708 Sędzia: Nigel Whitehouse |
| 31 października 200414:30 | Dave Walder 3 (K) Matt Burke 11 (pd 3K) Matthew Tait 5 (P) | 19:14(16:8) | Diego Giannantonio 3 (K) Manny Edmonds 8 (P K) Nicolas Laharrague 3 (dg) | Kingston Park, Newcastle upon Tyne Widzów: 6 708 Sędzia: Nigel Whitehouse |

| 4 grudnia 200414:30 | Dragons                                                                                               | 27:14(10:0) | Perpignan                                     | Rodney Parade, Newport Widzów: 5 765 Sędzia: Alain Rolland |
| 4 grudnia 200414:30 | Ceri Sweeney 7 (2pd K) Gareth Cooper 5 (P) Kevin Morgan 5 (P) Nathan Brew 5 (P) Sione Tuipulotu 5 (P) | 27:14(10:0) | Manny Edmonds 9 (P 2pd) Scott Robertson 5 (P) | Rodney Parade, Newport Widzów: 5 765 Sędzia: Alain Rolland |

| 5 grudnia 200414:30 | Newcastle Falcons                                                                                  | 34:24(13:16) | Edynburg                                                                               | Kingston Park, Newcastle upon Tyne Widzów: 7 080 Sędzia: Joël Jutge |
| 5 grudnia 200414:30 | Dave Walder 3 (dg) Jamie Noon 5 (P) Matt Burke 16 (P 4pd K) Michael Stephenson 5 (P) Tom May 5 (P) | 34:24(13:16) | Chris Paterson 11 (pd 3K) Hugo Southwell 3 (dg) Mike Blair 5 (P) Todd Blackadder 5 (P) | Kingston Park, Newcastle upon Tyne Widzów: 7 080 Sędzia: Joël Jutge |
| 5 grudnia 200414:30 | Andy Long                                                                                          | 34:24(13:16) | Allan Jacobsen                                                                         | Kingston Park, Newcastle upon Tyne Widzów: 7 080 Sędzia: Joël Jutge |

| 11 grudnia 200417:30 | Edynburg                                                   | 10:13(7:3) | Newcastle Falcons                                                  | Murrayfield Stadium, Edynburg Widzów: 4 326 Sędzia: Didier Mené |
| 11 grudnia 200417:30 | Chris Paterson 2 (pd) David Callam 5 (P) Phil Godman 3 (K) | 10:13(7:3) | Jonny Wilkinson 5 (pd K) Matt Burke 3 (K) Michael Stephenson 5 (P) | Murrayfield Stadium, Edynburg Widzów: 4 326 Sędzia: Didier Mené |
| 11 grudnia 200417:30 | Marius Hurter                                              | 10:13(7:3) |                                                                    | Murrayfield Stadium, Edynburg Widzów: 4 326 Sędzia: Didier Mené |

| 11 grudnia 200420:00 | Perpignan | 32:9(21:9) | Dragons             | Stade Aimé Giral, Perpignan Widzów: 10 000 Sędzia: Dave Pearson |
| 11 grudnia 200420:00 | Grégory Le Corvec 5 (P) Jan van der Heever 5 (P) Nicolas Durand 5 (P) Nicolas Laharrague 12 (3pd 2K) Scott Robertson 5 (P) | 32:9(21:9) | Ceri Sweeney 9 (3K) | Stade Aimé Giral, Perpignan Widzów: 10 000 Sędzia: Dave Pearson |

| 8 stycznia 200514:30 | Dragons | 48:5(22:5) | Edynburg             | Rodney Parade, Newport Widzów: 5 046 Sędzia: Alain Rolland |
| 8 stycznia 200514:30 | Adam Black 5 (P) Ceri Sweeney 6 (3pd) Craig Warlow 2 (pd) Gareth Baber 5 (P) Gareth Wyatt 10 (2P) Hal Luscombe 5 (P) Jason Forster 10 (2P) Luke Charteris 5 (P) | 48:5(22:5) | Fergus Pringle 5 (P) | Rodney Parade, Newport Widzów: 5 046 Sędzia: Alain Rolland |

| 8 stycznia 200516:00 | Perpignan | 33:12(9:9) | Newcastle Falcons       | Stade Aimé Giral, Perpignan Widzów: 11 000 Sędzia: Nigel Williams |
| 8 stycznia 200516:00 | Diego Giannantonio 2 (pd) Jan van der Heever 5 (P) Manny Edmonds 11 (pd 3K) Nicolas Mas 5 (P) Rimas Alvarez Kairelis 10 (2P) | 33:12(9:9) | Jonny Wilkinson 12 (4K) | Stade Aimé Giral, Perpignan Widzów: 11 000 Sędzia: Nigel Williams |

| 16 stycznia 200513:00 | Edynburg | 40:17(11:10) | Perpignan                                      | Murrayfield Stadium, Edynburg Widzów: 1 674 Sędzia: Ashley Rowden |
| 16 stycznia 200513:00 | Alasdair Dickinson 5 (P) Allister Hogg 10 (2P) Andrew Kelly 5 (P) Brendan Laney 9 (dg 2K) Phil Godman 11 (P 3pd) | 40:17(11:10) | Manny Edmonds 12 (P 2pd K) Pascal Bomati 5 (P) | Murrayfield Stadium, Edynburg Widzów: 1 674 Sędzia: Ashley Rowden |

| 16 stycznia 200513:00 | Newcastle Falcons                                          | 25:17(13:5) | Dragons                                                                   | Kingston Park, Newcastle upon Tyne Widzów: 7 104 Sędzia: Alan Lewis |
| 16 stycznia 200513:00 | Colin Charvis 5 (P) Matt Burke 15 (P 2pd 2K) Tom May 5 (P) | 25:17(13:5) | Ceri Sweeney 2 (pd) Gareth Wyatt 5 (P) Ian Gough 5 (P) Kevin Morgan 5 (P) | Kingston Park, Newcastle upon Tyne Widzów: 7 104 Sędzia: Alan Lewis |
| 16 stycznia 200513:00 | Sione Tuipulotu                                            | 25:17(13:5) |                                                                           | Kingston Park, Newcastle upon Tyne Widzów: 7 104 Sędzia: Alan Lewis |

### Grupa F
| 22 października 200419:30 | Ulster                      | 21:16(12:3) | Cardiff Blues                               | Ravenhill Stadium, Belfast Widzów: 9 600 Sędzia: Joël Jutge |
| 22 października 200419:30 | David Humphreys 21 (2dg 5K) | 21:16(12:3) | Lee Thomas 11 (pd dg 2K) Tom Shanklin 5 (P) | Ravenhill Stadium, Belfast Widzów: 9 600 Sędzia: Joël Jutge |
| 22 października 200419:30 | Gareth Williams             | 21:16(12:3) |                                             | Ravenhill Stadium, Belfast Widzów: 9 600 Sędzia: Joël Jutge |

| 23 października 200416:00 | Stade Français                                                                                     | 39:31(10:11) | Gloucester                                                                | Stade Jean-Bouin, Paryż Widzów: 11 800 Sędzia: Alain Rolland |
| 23 października 200416:00 | Agustín Pichot 10 (2P) David Skrela 14 (4pd dg K) Mirco Bergamasco 5 (P) Sylvain Marconnet 10 (2P) | 39:31(10:11) | Henry Paul 16 (2pd 4K) James Forrester 5 (P) James Simpson-Daniel 10 (2P) | Stade Jean-Bouin, Paryż Widzów: 11 800 Sędzia: Alain Rolland |

| 29 października 200419:30 | Cardiff Blues                            | 15:38(3:11) | Stade Français | Cardiff Arms Park, Cardiff Widzów: 7 128 Sędzia: Tony Spreadbury |
| 29 października 200419:30 | Dean Dewdney 10 (2P) Lee Thomas 5 (pd K) | 15:38(3:11) | David Skrela 15 (3pd 3K) Gonzalo Quesada 8 (P dg) Julien Arias 5 (P) Mauro Bergamasco 5 (P) Sylvain Marconnet 5 (P) | Cardiff Arms Park, Cardiff Widzów: 7 128 Sędzia: Tony Spreadbury |
| 29 października 200419:30 | Craig Quinnell                           | 15:38(3:11) | | Cardiff Arms Park, Cardiff Widzów: 7 128 Sędzia: Tony Spreadbury |

| 30 października 200415:00 | Gloucester | 55:13(26:13) | Ulster                       | Kingsholm Stadium, Gloucester Widzów: 12 467 Sędzia: Eric Darriere |
| 30 października 200415:00 | Adam Balding 5 (P) Christo Bezuidenhout 5 (P) Duncan MacRae 10 (2P) Henry Paul 25 (5pd dg 4K) James Simpson-Daniel 5 (P) Marcel Garvey 5 (P) | 55:13(26:13) | David Humphreys 13 (P pd 2K) | Kingsholm Stadium, Gloucester Widzów: 12 467 Sędzia: Eric Darriere |
| 30 października 200415:00 | Mark Cornwell | 55:13(26:13) | Rod Moore · Roger Wilson     | Kingsholm Stadium, Gloucester Widzów: 12 467 Sędzia: Eric Darriere |

| 4 grudnia 200414:00 | Stade Français                                                                         | 30:10(9:3) | Ulster                                    | Stade Jean-Bouin, Paryż Widzów: 11 628 Sędzia: Dave Pearson |
| 4 grudnia 200414:00 | David Skrela 15 (3pd 3K) Mathieu Blin 5 (P) Mirco Bergamasco 5 (P) Shaun Sowerby 5 (P) | 30:10(9:3) | David Humphreys 5 (pd K) Tommy Bowe 5 (P) | Stade Jean-Bouin, Paryż Widzów: 11 628 Sędzia: Dave Pearson |

| 4 grudnia 200419:30 | Gloucester                                                    | 23:19(10:16) | Cardiff Blues                               | Kingsholm Stadium, Gloucester Widzów: 11 795 Sędzia: Donal Courtney |
| 4 grudnia 200419:30 | Henry Paul 8 (pd 2K) James Bailey 5 (P) Terry Fanolua 10 (2P) | 23:19(10:16) | Lee Thomas 14 (pd dg 3K) Tom Shanklin 5 (P) | Kingsholm Stadium, Gloucester Widzów: 11 795 Sędzia: Donal Courtney |
| 4 grudnia 200419:30 | Kort Schubert · Shaun James                                   | 23:19(10:16) |                                             | Kingsholm Stadium, Gloucester Widzów: 11 795 Sędzia: Donal Courtney |

| 11 grudnia 200413:00 | Ulster                                               | 18:10(8:7) | Stade Français                                    | Ravenhill Stadium, Belfast Widzów: 7 320 Sędzia: Nigel Williams |
| 11 grudnia 200413:00 | David Humphreys 13 (P pd dg K) Kieran Campbell 5 (P) | 18:10(8:7) | David Skrela 5 (pd K) Juan Martín Hernández 5 (P) | Ravenhill Stadium, Belfast Widzów: 7 320 Sędzia: Nigel Williams |

| 11 grudnia 200414:30 | Cardiff Blues                            | 16:23(6:7) | Gloucester                                                     | Cardiff Arms Park, Cardiff Widzów: 10 186 Sędzia: Alan Lewis |
| 11 grudnia 200414:30 | Craig Morgan 5 (P) Lee Thomas 11 (pd 3K) | 16:23(6:7) | Henry Paul 13 (2pd 3K) Jon Goodridge 5 (P) Marcel Garvey 5 (P) | Cardiff Arms Park, Cardiff Widzów: 10 186 Sędzia: Alan Lewis |
| 11 grudnia 200414:30 | Deiniol Jones                            | 16:23(6:7) | Gary Powell · James Forrester                                  | Cardiff Arms Park, Cardiff Widzów: 10 186 Sędzia: Alan Lewis |

| 7 stycznia 200519:30 | Ulster                                       | 14:12(3:12) | Gloucester                          | Ravenhill Stadium, Belfast Widzów: 11 435 Sędzia: Nigel Whitehouse |
| 7 stycznia 200519:30 | Bryn Cunningham 5 (P) David Humphreys 9 (3K) | 14:12(3:12) | Henry Paul 9 (3K) Simon Amor 3 (dg) | Ravenhill Stadium, Belfast Widzów: 11 435 Sędzia: Nigel Whitehouse |

| 7 stycznia 200520:30 | Stade Français | 35:16(21:9) | Cardiff Blues                           | Stade Jean-Bouin, Paryż Widzów: 8 000 Sędzia: Rob Dickson |
| 7 stycznia 200520:30 | David Skrela 13 (2pd 3K) Juan Martín Hernández 2 (pd) Julien Arias 10 (2P) Olivier Sarraméa 5 (P) Rodrigo Roncero 5 (P) | 35:16(21:9) | John Yapp 5 (P) Nick MacLeod 11 (pd 3K) | Stade Jean-Bouin, Paryż Widzów: 8 000 Sędzia: Rob Dickson |

| 16 stycznia 200515:00 | Cardiff Blues                                                 | 16:12(6:3) | Ulster                                    | Cardiff Arms Park, Cardiff Widzów: 3 962 Sędzia: Christophe Berdos |
| 16 stycznia 200515:00 | Jonny Vaughton 5 (P) Nick MacLeod 6 (2K) T. Rhys Thomas 5 (P) | 16:12(6:3) | Adam Larkin 6 (2K) David Humphreys 6 (2K) | Cardiff Arms Park, Cardiff Widzów: 3 962 Sędzia: Christophe Berdos |
| 16 stycznia 200515:00 | John Yapp                                                     | 16:12(6:3) | Rowan Frost · Simon Best                  | Cardiff Arms Park, Cardiff Widzów: 3 962 Sędzia: Christophe Berdos |

| 16 stycznia 200515:00 | Gloucester                                                                                    | 0:27(0:27) | Stade Français | Kingsholm Stadium, Gloucester Widzów: 13 000 Sędzia: Nigel Williams |
| 16 stycznia 200515:00 | Christophe Dominici 5 (P) David Skrela 12 (3pd 2K) Mauro Bergamasco 5 (P) Stéphane Glas 5 (P) | 0:27(0:27) |                | Kingsholm Stadium, Gloucester Widzów: 13 000 Sędzia: Nigel Williams |

## Faza pucharowa
|  |                    |                    |                  |                  |    |                  |                  |          |  |  |       |       |       |
|  | Ćwierćfinał        | Ćwierćfinał        | Ćwierćfinał      |                  |    | Półfinał         | Półfinał         | Półfinał |  |  | Finał | Finał | Finał |
|  | Ćwierćfinał        | Ćwierćfinał        | Ćwierćfinał      |                  |    | Półfinał         | Półfinał         | Półfinał |  |  | Finał | Finał | Finał |
|  | 2 kwietnia 2005    |                    |                  |                  |    |                  |                  |          |  |  |       |       |       |
|  |                    |                    |                  |                  |    |                  |                  |          |  |  |       |       |       |
|  | Stade Français     | Stade Français     | 48               |                  |    |                  |                  |          |  |  |       |       |       |
|  | Stade Français     | Stade Français     | 48               | 23 kwietnia 2005 |    |                  |                  |          |  |  |       |       |       |
|  | Newcastle Falcons  | Newcastle Falcons  | 8                |                  |    |                  |                  |          |  |  |       |       |       |
|  | Newcastle Falcons  | Newcastle Falcons  | 8                |                  |    | Stade Français   | Stade Français   | 20       |  |  |       |       |       |
|  | 3 kwietnia 2005    |                    |                  |                  |    | Stade Français   | Stade Français   | 20       |  |  |       |       |       |
|  |                    |                    | Biarritz         | Biarritz         | 17 |                  |                  |          |  |  |       |       |       |
|  | Biarritz           | Biarritz           | Biarritz         | Biarritz         | 17 | 19               |                  |          |  |  |       |       |       |
|  | Biarritz           | Biarritz           |                  |                  |    | 19               | 22 maja 2005     |          |  |  |       |       |       |
|  | Munster            | Munster            | 10               |                  |    |                  |                  |          |  |  |       |       |       |
|  | Munster            | Munster            | 10               |                  |    | Stade Français   | Stade Français   | 12       |  |  |       |       |       |
|  | 2 kwietnia 2005    |                    |                  |                  |    | Stade Français   | Stade Français   | 12       |  |  |       |       |       |
|  |                    |                    | Tuluza           | Tuluza           | 18 |                  |                  |          |  |  |       |       |       |
|  | Leinster           | Leinster           | Tuluza           | Tuluza           | 18 | 13               |                  |          |  |  |       |       |       |
|  | Leinster           | Leinster           | 24 kwietnia 2005 |                  |    | 13               |                  |          |  |  |       |       |       |
|  | Leicester Tigers   | Leicester Tigers   | 29               |                  |    |                  |                  |          |  |  |       |       |       |
|  | Leicester Tigers   | Leicester Tigers   | 29               |                  |    | Leicester Tigers | Leicester Tigers | 19       |  |  |       |       |       |
|  | 1 kwietnia 2005    |                    |                  |                  |    | Leicester Tigers | Leicester Tigers | 19       |  |  |       |       |       |
|  |                    |                    | Tuluza           | Tuluza           | 27 |                  |                  |          |  |  |       |       |       |
|  | Tuluza             | Tuluza             | Tuluza           | Tuluza           | 27 | 37               |                  |          |  |  |       |       |       |
|  | Tuluza             | Tuluza             |                  |                  |    |                  |                  |          |  |  |       |       |       |
|  | Northampton Saints | Northampton Saints | 9                |                  |    |                  |                  |          |  |  |       |       |       |
|  | Northampton Saints | Northampton Saints | 9                |                  |    |                  |                  |          |  |  |       |       |       |

| 2 kwietnia 200516:00 | Stade Français | 48:8(22:3) | Newcastle Falcons  | Parc des Princes, Paryż Widzów: 45 000 Sędzia: Alain Rolland |
| 2 kwietnia 200516:00 | Brian Liebenberg 4 (2pd) David Skrela 9 (3pd K) Julien Arias 5 (P) Mathieu Blin 10 (2P) Olivier Sarraméa 15 (3P) Raphaël Poulain 5 (P) | 48:8(22:3) | Matt Burke 8 (P K) | Parc des Princes, Paryż Widzów: 45 000 Sędzia: Alain Rolland |
| 2 kwietnia 200516:00 | Epi Taione | 48:8(22:3) |                    | Parc des Princes, Paryż Widzów: 45 000 Sędzia: Alain Rolland |

| 3 kwietnia 200516:00 | Biarritz                                        | 19:10(16:0) | Munster                                 | Estadio Anoeta, San Sebastián Widzów: 32 000 Sędzia: Chris White |
| 3 kwietnia 200516:00 | Dimitri Yachvili 14 (pd 4K) Martin Gaitan 5 (P) | 19:10(16:0) | David Wallace 5 (P) Paul Burke 5 (pd K) | Estadio Anoeta, San Sebastián Widzów: 32 000 Sędzia: Chris White |

| 2 kwietnia 200517:15 | Leinster                                   | 13:29(3:16) | Leicester Tigers                                               | Lansdowne Road, Dublin Widzów: 48 500 Sędzia: Joël Jutge |
| 2 kwietnia 200517:15 | David Holwell 8 (pd 2K) Shane Horgan 5 (P) | 13:29(3:16) | Andy Goode 19 (2pd dg 4K) Daryl Gibson 5 (P) Ollie Smith 5 (P) | Lansdowne Road, Dublin Widzów: 48 500 Sędzia: Joël Jutge |
| 2 kwietnia 200517:15 | Ciaran Potts                               | 13:29(3:16) |                                                                | Lansdowne Road, Dublin Widzów: 48 500 Sędzia: Joël Jutge |

| 1 kwietnia 200520:30 | Tuluza | 37:9(14:6) | Northampton Saints | Stadium Municipal, Tuluza Widzów: 37 000 Sędzia: Nigel Williams |
| 1 kwietnia 200520:30 | Cedric Heymans 5 (P) Christian Labit 5 (P) Frédéric Michalak 14 (P dg 2K) Jean-Baptiste Élissalde 8 (4pd) Vincent Clerc 5 (P) | 37:9(14:6) | Shane Drahm 9 (3K) | Stadium Municipal, Tuluza Widzów: 37 000 Sędzia: Nigel Williams |
| 1 kwietnia 200520:30 | Mark Soden | 37:9(14:6) |                    | Stadium Municipal, Tuluza Widzów: 37 000 Sędzia: Nigel Williams |

| 23 kwietnia 200516:00 | Stade Français                                        | 20:17(3:9) | Biarritz                                      | Parc des Princes, Paryż Widzów: 41 000 Sędzia: Tony Spreadbury |
| 23 kwietnia 200516:00 | Christophe Dominici 5 (P) Jerome Fillol 15 (P 2pd 2K) | 20:17(3:9) | Damien Traille 5 (P) Dimitri Yachvili 12 (4K) | Parc des Princes, Paryż Widzów: 41 000 Sędzia: Tony Spreadbury |
| 23 kwietnia 200516:00 | Guillaume Bousses · Olivier Olibeau                   | 20:17(3:9) |                                               | Parc des Princes, Paryż Widzów: 41 000 Sędzia: Tony Spreadbury |

| 24 kwietnia 200515:30 | Leicester Tigers                         | 19:27(9:10) | Tuluza                                                                         | Walkers Stadium, Leicester Widzów: 31 883 Sędzia: Alain Rolland |
| 24 kwietnia 200515:30 | Andy Goode 14 (pd 4K) Tom Varndell 5 (P) | 19:27(9:10) | Finau Maka 5 (P) Frédéric Michalak 5 (P) Jean-Baptiste Élissalde 17 (P 3pd 2K) | Walkers Stadium, Leicester Widzów: 31 883 Sędzia: Alain Rolland |

| 22 maja 200515:00 | Stade Français       | 12:18(12:6) | Tuluza                                                     | Murrayfield Stadium, Edynburg Widzów: 51 326 Sędzia: Chris White |
| 22 maja 200515:00 | David Skrela 12 (4K) | 12:18(12:6) | Frédéric Michalak 9 (dg 2K) Jean-Baptiste Élissalde 9 (3K) | Murrayfield Stadium, Edynburg Widzów: 51 326 Sędzia: Chris White |